# Oktjabrski (Baschkortostan)
Oktjabrski (russisch Октя́брьский) ist eine kreisfreie Großstadt mit 109.474 Einwohnern (Stand 14. Oktober 2010) in der autonomen Republik Baschkortostan in Russland.

## Geographie
Die Stadt befindet sich am rechten Ufer des rechten Kama-Nebenflusses Ik, rund 160 km westlich der Republikhauptstadt Ufa an der Fernstraße M 5. Gemessen an der Bevölkerungszahl ist Oktjabrski die fünftgrößte Stadt Baschkortostans. Unmittelbar westlich der Stadt verläuft die Subjektgrenze zwischen Baschkortostan und der Republik Tatarstan. Die nächste Stadt, das 17 km südwestlich gelegene Bawly, befindet sich ebenfalls in Tatarstan.

## Geschichte
Oktjabrski wurde im Jahre 1937 als Siedlung gegründet, um eines der dortigen Öl- und Gasvorkommen zu erschließen. 1942 erhielt der Ort seinen heutigen Namen – wörtlich „Oktoberstadt“ – anlässlich des 25. Jahrestages der Oktoberrevolution. 1946 erhielt Oktjabrski Stadtrecht. Als in den 1950er Jahren die Ölförderung zurückging, stellte sich die Wirtschaft der Stadt auf die Produktion von Konsumgütern um.

### Bevölkerungsentwicklung
| Jahr | Einwohner |
| ---- | --------- |
| 1959 | 64.717    |
| 1970 | 77.054    |
| 1979 | 88.030    |
| 1989 | 104.732   |
| 2002 | 108.647   |
| 2010 | 109.474   |

Anmerkung: Volkszählungsdaten 

## Wirtschaft und Verkehr
Heute gilt Oktjabrski sowohl als Zentrum der Erdölförderung als auch Industriestadt. Zu den wichtigsten lokalen Betrieben zählen eine Zweigstelle des Rohstoffunternehmens Baschneft, eine Fabrik für Ölförderanlagen, ferner Betriebe des Maschinenbaus, der Baustoff- und der Autoersatzteilindustrie, eine Fabrik für Stromleitungstechnik und eine Keramikfabrik. In der Stadt ist außerdem ein Forschungsinstitut für die Erdölförderung ansässig.